# 三不政策

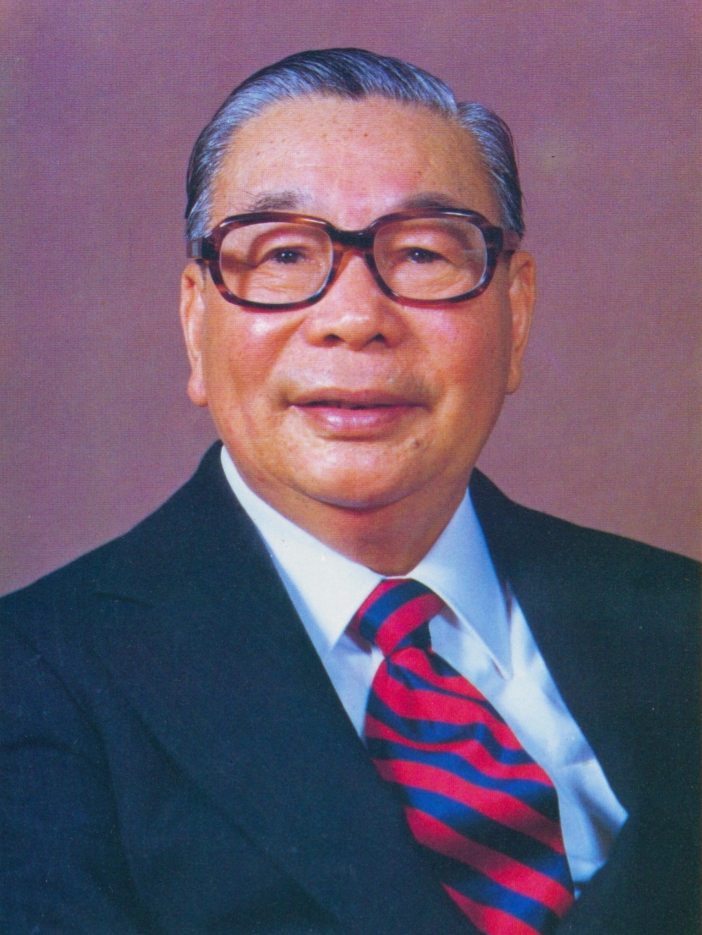
時任中華民國總統蔣經國

三不政策（不接觸、不談判、不妥協），為中華民國的大陸政策。1979年，美國與中華人民共和國正式建立外交關係後，蔣經國主政的中華民國政府和中國國民黨對中國共產黨採取的政策。

## 形成
1972年，由於中華人民共和國國務院總理周恩來病重、中國共產黨中央委員會主席毛澤東亦長期臥病在床，中共中央高層決定讓鄧小平復出並且出任中共中央副主席、國務院副總理、中央軍委副主席，掌握黨政軍大權。鄧小平復出後，立刻宣佈中華人民共和國已經準備好跟中華民國直接談判統一，鄧表示「優先考慮用和平方式統一」，開始透過在中國大陸的中國國民黨元老嘗試與中國國民黨交流，此為兩岸談判之始。但1976年周恩來病逝，鄧小平在四五运动中被打倒，機會暫時沒有成形；同年毛澤東病逝，國務院總理華國鋒粉碎四人幫後兼任中國共產黨中央委員會主席掌握權力。

1978年召開中共十一屆三中全會，鄧小平逐漸取代華國鋒掌握政權。1979年中華人民共和國全國人民代表大會常務委員會發表第五次《告臺灣同胞書》以「和平方式解決台灣問題」來取代原有「解放台灣」的口號，正式積極對台灣展開「和平統一」的攻勢。對此，蔣經國曾在聲明中提及：
| “ | 中華民國不論在任何情況下，絕對不與中共政權交涉，並且絕對不放棄光復大陸、解救同胞的神聖任務。這個立場絕不會變更。 | ” |

而在1979年4月4日中國國民黨中常會中，兼任黨主席的蔣經國的談話更進一步成為不接觸、不談判、不妥協的三不政策的內涵。 蔣經國曾親口告訴《紐約時報》記者說：「與中國共產黨接觸（談判），就是自殺行為。我們沒那麼愚蠢。」

## 瓦解
1986年5月3日，中华航空一架货运飞机機長王錫爵在空中制服了其他机组人员，劫机至中国大陆的广州白云机场，迫使蒋经国政府派出代表赴香港与大陆代表谈判遣返飞行员与货机事宜。这是国共内战以后双方官员首次接触。
1987年11月2日，蒋经国授权中华民国红十字会代表政府与大陆的中国红十字会接触，作为两岸沟通的窗口。经两岸红十字会协商后，蒋经国开放台湾居民赴大陆探亲。1989年，行政院新聞局正式開放傳播事業赴中國大陸採訪、拍片、製作節目。

## 後續
2015年1月15日，前民進黨立法委員林濁水說：「國共兩黨由於內戰，彼此有血海深仇；在這樣的背景下，面對北京國共和談的要求，蔣經國以三不──不接觸、不談判、不妥協──頂回去。但是民進黨在建黨之初，歷史經驗和國民黨不同，對中共沒有像國民黨一樣強烈的防衛心態，因此對三不並不以為然；所以參加老兵返鄉探親運動，終於逼得國民黨政府讓步。但是等到非典型性的國民黨李登輝當總統，要進行辜汪會談時，民進黨卻又因為自己長期被國民黨迫害的經驗而唯恐被出賣，而由施明德帶頭到新加坡抵制。此後更因為北京對台灣主權的打壓，民進黨比國民黨反感，因此對北京產生強烈的防衛心理，很大一部分黨員甚至走到逢中必反的地步；這逢中必反的態度，就長期成為民眾對民進黨不滿意的最重要理由。」
2022年1月25日，中國國民黨文化傳播委員會副主任委員黃子哲說，三不政策有時空環境的背景因素，1990年後兩岸交流互動逐漸頻繁是大勢所趨；2016年蔡英文政府上任後，台灣對中國大陸的貿易依存度「不減反增」，若行政院院長蘇貞昌要死守三不政策，「何不趕快從廢掉ECFA開始，或立即停止兩岸貿易往來、兩岸斷航」。